# Altaj
Az Altaj (IPA /ɑːlˈtaɪ/), más néven Altaj-hegység, egy röghegység Közép- és Kelet-Ázsiában, Oroszország, Kína, Mongólia és Kazahsztán közös határvidékén és ahol az Irtisz és az Ob folyók forrásvidéke található. Oroszországi része Szibéria déli hegyvidékeinek legnyugatibb tagja.  A masszívum északkeleten összefolyik a Szajan-hegységgel, délkeleten fokozatosan alacsonyabbá válik, ahol a Góbi-sivatag fennsíkjába olvad bele. Az északi szélesség 45° és 52° között, valamint a keleti hosszúság 84° és 99° között húzódik. Magassága meghaladja a 4000 métert. A hegyvidék egyes oroszországi, gazdasági tevékenységtől lényegében érintetlen területeit Az Altaj Arany-hegyei összefoglaló néven 1998-ban felvették az UNESCO Világörökség listájára.
A régiót ritkás, de etnikailag sokszínű lakosság lakja, köztük oroszok, kazakok, altájiak, mongolok és volgai németek, bár túlnyomórészt őshonos, félnomád népcsoportok lakják. A helyi gazdaság a szarvasmarha-, juh- és lótenyésztésen, vadászaton, mezőgazdaságon, erdőgazdálkodáson és bányászaton alapul. Az altaji nyelvcsalád erről a hegységről kapta a nevét.

## Földrajza
Az Altaj-hegység kiterjedése mintegy 845 000 négyzetkilométeres területet foglal magában. A hegység északnyugatról délkeletre 2525 kilométer hosszan húzódik.
A régió északi részén található a Szajughem-hegység, más néven Kolyvan Altaj, amely az északi szélesség 49°-ától és a keleti hosszúság 86°-ától északkelet felé húzódik az északi szélesség 51° 60' és a keleti hosszúság 89°-ánál lévő Szajan-hegység nyugati végpontja felé. 1500-1750 m az átlagos magasságuk. A hóhatár az északi oldalon 2000 m-en, a déli oldalon 2400 m-en húzódik, fölötte pedig mintegy 1000 m-rel magasabbra tornyosulnak a zord csúcsok. A hegyvonulatot átszelő hágók száma kevés és nehéz, a legfontosabbak a 2827 m magas Ulan-daban (Kozlov szerint 2879 m) és a 3217 m magas Csapcsan-daban délen és északon. Keleten és délkeleten ezt a hegyvonulatot Mongólia nagy fennsíkja szegélyezi, az átmenetet fokozatosan több kisebb fennsík érinti, mint például az Ukok (2380 m) a Pazyryk-völgyével, a Csuya (1830 m), a Kendykty (2500 m), a Kak (2520 m), (2590 m) és (2410 m).
Ezt a vidéket nagy tavak szegélyezik, pl. az Uvs 720 m tengerszint feletti magasságban, a Khyargas, a Dorgon és a Khar 1170 m, és különböző hegyvonulatok szelik át, amelyek közül a legfontosabbak a Tannu-Ola-hegység, amely nagyjából párhuzamosan fut a Szajan-hegységgel, egészen a Kosso-golig, és a Khan Khökhii hegység, amely szintén nyugatra és keletre húzódik.
A Sailughem-hegység északnyugati és északi lejtői rendkívül meredekek és nehezen megközelíthetők. Ezen az oldalon fekszik a hegység legmagasabb csúcsa, a kétfejű Belukha, amelynek magassága elérik a 4506, illetve 4440 métert, és több gleccsernek adnak otthont (ezek 1911-ben 30 négyzetkilométer összterületűek voltak). Az altajiak Kadyn Bazhy-nak nevezik, de Uch-Sumer néven is emlegetik. A hegység második legmagasabb csúcsa mongolul Khüiten-csúcs. Ez 4374 m. A Sailughem-hegységből minden irányban számos kitüremkedés tölti ki az említett hegység és a Tomszki-síkság közötti teret. Ilyenek a Chuya Belki, amelynek átlagos magassága 2700 m, 3500-4177 m közötti csúcsokkal és északi lejtőjén több gleccserrel; a Katun Belki, amelynek átlagos magassága 3000 m körül van, és többnyire hó borítja; a Kholzun hegység; a Korgon, legmagasabb pontja a Majak Shangina, a Talicsk és a Szelicsk hegység; valamint a Tigeretsk hegység..